# 毒見
毒見（どくみ）とは、誰かに出される食物が安全であるかどうかを実際に食して確認すること。毒が含まれていないか、腐敗していないかなどを確認する。毒見を担当する役割を毒見役という。毒味や毒味役の「味」は当て字である。

## 概要
通常は、重要な人物（皇帝、君主、あるいは暗殺や危害が加えられそうな人物）に対して行う。
食物の安全性は、毒見役がその後、体に異常がないかどうかで確認される。そのため、毒見は急性毒に対しては効果的であるが、遅効性の毒に対しては効果的ではない。
20世紀以降の日本では似たような役割に検食が存在する。検食とは食事を提供する側（病院、教育施設、福祉施設、刑務所、自衛隊等）の長、若しくはそれに順ずる責任者が提供する前に食し、異物、調理の異常の有無、食事の量、質などを検査する。簿冊が備えられている場合が多く、検食者（検食官）が食後に記入し、調理師の参考とする。

## 世界における毒見
古代ローマでは為政者が毒を盛られることが頻繁だったので、ローマ皇帝は、紀元前27年に即位した初代皇帝アウグストゥス以降、歴代の皇帝が毒見奴隷を抱えることとなった。毒見奴隷の寿命は、おおむね短かったという。ハロタスはクラウディウスの毒見役で使用人頭であったが、西暦54年、クラウディウスが毒キノコに当たって死んだ後も、後継の皇帝の毒見役を務めたことから、暗殺に関わったとも考えられている。
16世紀に教皇ピウス4世とピウス5世に仕えた料理人バルトロメオ・スカッピの著書『Opera Dell'Arte del Cucinare』に、バチカン公国で行われたコンクラーベで毒見役がいたことが示されている。
13世紀のエジプトの将軍イッズッディーン・アイバクは、スルタンの奴隷として毒見役をつとめたことから出世し、ついにはスルタンにまで登りつめている。
オスマン帝国（13世紀終わり - 20世紀初頭）のハレムにおいては、まず新人の女奴隷として宮廷に入り、3年を経験したのち、洗濯係や毒見係・妃の侍女などに配属された。
中国では、毒見役は試毒（中国語:试毒）、嘗毒と呼ばれ、一般的に宦官が行った。清朝時代では、毒見役は尝膳太监と呼ばれた。
アドルフ・ヒトラーの毒見を行っていたと証言するマルゴット・ウェルクの話から、『ヒトラーの毒見役』（ 著:ロッセラ・ポストリノ 翻訳:松木りか子）が製本されたが、ポストリノがウェルクにインタビューをする前にウェルクが亡くなったため創作も含まれる。
20世紀のソビエト連邦の政治家スターリンは、自分が食事を取る前に部下に食べさせていたという。

## 日本における毒見
平安時代には薬子（くすりこ）という毒見役があり、宮中で元旦の屠蘇などの毒味をしていたという。また、毒見は「鬼食ひ」と呼ばれていた。
江戸時代の寛文6年（1666年）、仙台藩の幼藩主伊達綱村は数え8歳の時に毒殺されかけたが、毒見役の働きによって難を逃れている。
徳川将軍家では「御膳奉行」が毒見をし、問題がなければ運ばれ、最終的に小納戸もしくは、小姓が毒見をするという二重の毒見制とされる。
磯田道史の古文書研究による解読によれば、近世期の毒見役とは毒見をする係ではなく、毒見をさせる係であり、その毒見をさせられたのは調理担当者と御膳を運ぶ者とされる。
近代皇室では侍医長が御試食（おしつけ）として事前に天皇に出させる食事の毒見を行なっていた。現在でも行なわれているが検食に近く、栄養管理が主目的である。
西南戦争において西郷隆盛の料理番となった平田源吉という人物は、元々は鹿児島城下の鰻屋であったが、その正直さをかわれて料理番となり、自ら毒見をした。

## 著名な毒見
- マルゴット・ウェルク（ドイツ語版） - 第二次世界大戦中、ヒトラーの毒見を行った15人の女性のうちの一人[14]。
- Halotus（英語版） - ローマ時代に毒キノコの中毒で亡くなった皇帝クラウディウスへ使えた宦官[15]。
- 校長、校長が不在の場合は教頭、共同調理場の長 ‐ 学校給食法にて問題があった場合に、改善のために必要な措置を講じるか、当該義務教育諸学校若しくは共同調理場の設置者に対して必要な措置を講じるよう申し出るようにするとなっている[16]。この毒見は、検食と呼ばれる[17][18]。